# St. Christof (Gemeinde Prigglitz)
Sankt Christof ist ein Ort in der Gemeinde Prigglitz in Niederösterreich.

## Geografie
Der Ort befindet sich südwestlich von Prigglitz und besteht aus einem ehemaligen, mit weitläufigen Parkanlagen umrandeten Dominikalgut, das heute als Schloss angesprochen wird.

## Geschichte
Laut Adressbuch von Österreich waren im Jahr 1938 in St. Christof zwei Landwirte mit Direktvertrieb ansässig.